# Phoracantha grallaria
Phoracantha grallaria là một loài bọ cánh cứng trong họ Cerambycidae.